# Jason de Vos
Jason de Vos, né le 2 janvier 1973 à London au Canada, est un joueur international canadien de soccer, évoluant au poste de défenseur.

## Biographie

### Parcours en sélection
Jason de Vos est convoqué pour la première fois par le sélectionneur national Bob Lenarduzzi pour un match amical face à l'Iran le 19 août 1997 (défaite 1-0). Le 2 juin 1999, il marque son premier but en équipe du Canada lors d'un match amical face au Guatemala (victoire 2-0).
Il a disputé une Coupe des confédérations (en 2001). Il a également participé à trois Gold Cup (en 2000, 2002 et 2003).
Il compte 49 sélections et 4 but avec l'équipe du Canada entre 1997 et 2004.

## Palmarès

### En club
- Avec le Wigan Athletic :
  - Champion d'Angleterre de D3 en 2003

### En sélection
- Vainqueur de la Gold Cup en 2000

### Distinctions personnelles
- Membre de l'équipe-type de la Gold Cup 2000
- Footballeur canadien de l'année en 2002
- Meilleur joueur de l'année de Wigan Athletic en 2003

## Statistiques

### Buts en sélection
Le tableau suivant liste tous les buts inscrits par Jason de Vos avec l'équipe du Canada.